# Élection présidentielle indonésienne de 2009
L'élection présidentielle indonésienne de 2009 s'est tenu le 8 juillet 2009. L'élection a permis d'élire le Président et le vice-président de l'Indonésie pour la période 2009-2014. Un second tour devait avoir lieu le 8 septembre, mais le président sortant Susilo Bambang Yudhoyono a remporté plus de 60 % des voix dès le premier tour.